# Urepione contorta
Urepione contorta là một loài bướm đêm trong họ Geometridae.